# ディーン・パリソット
アルド・ルイス・ディーン・パリソット（Aldo Luis "Dean" Parisot、1952年7月6日 - ）は、アメリカ合衆国コネチカット州出身のテレビディレクター・映画監督。

## 人物
1985年の『Tom Goes to the Bar』でベルリン国際映画祭金熊賞（短編）を受賞。1988年の短編映画『The Appointments of Dennis Jennings』でアカデミー短編映画賞をコメディアンのスティーヴン・ライトと共同で受賞した（スティーヴン・ライトが共同脚本と主演を務めていた）。テレビ番組では、『ER緊急救命室』や『名探偵モンク』（2時間のパイロット版『Mr.Monk and the Candidate』を含む）、『たどりつけばアラスカ』、『ラリーのミッドライフ★クライシス』などのシリーズも手がけている。
2012年、「ビルとテッド」シリーズ第3弾の監督に起用され、その後、映画『ビルとテッドの時空旅行 音楽で世界を救え!』が2020年8月28日に公開された。

## 来歴
コネチカット州ウィルトンで、画家であり美術教師でもあるエレン・ジェームズ（旧姓ルイス）と、ブラジル生まれの著名なチェリストであり教育者でもあるアルド・パリソットの間に生まれた。ニューヨーク大学のティッシュ・スクール・オブ・アートを卒業した。また、サンダンス・インスティテュートの「ジューン・ラボ」に参加していた。
映画編集者のサリー・メンケと結婚し、2人の子供に恵まれたが、2010年に彼女とは死別した。

## 主な監督作品
- Framed (1990)
- 100万回のウィンク（英語版） Home Fries (1998)
- A.T.F. (1999)
- ギャラクシー・クエスト Galaxy Quest (1999)
- ディック&ジェーン 復讐は最高! Fun with Dick and Jane (2005)
- REDリターンズ RED 2 (2013)
- ビルとテッドの時空旅行 音楽で世界を救え! Bill & Ted Face the Music (2020)